# Common Booster Core

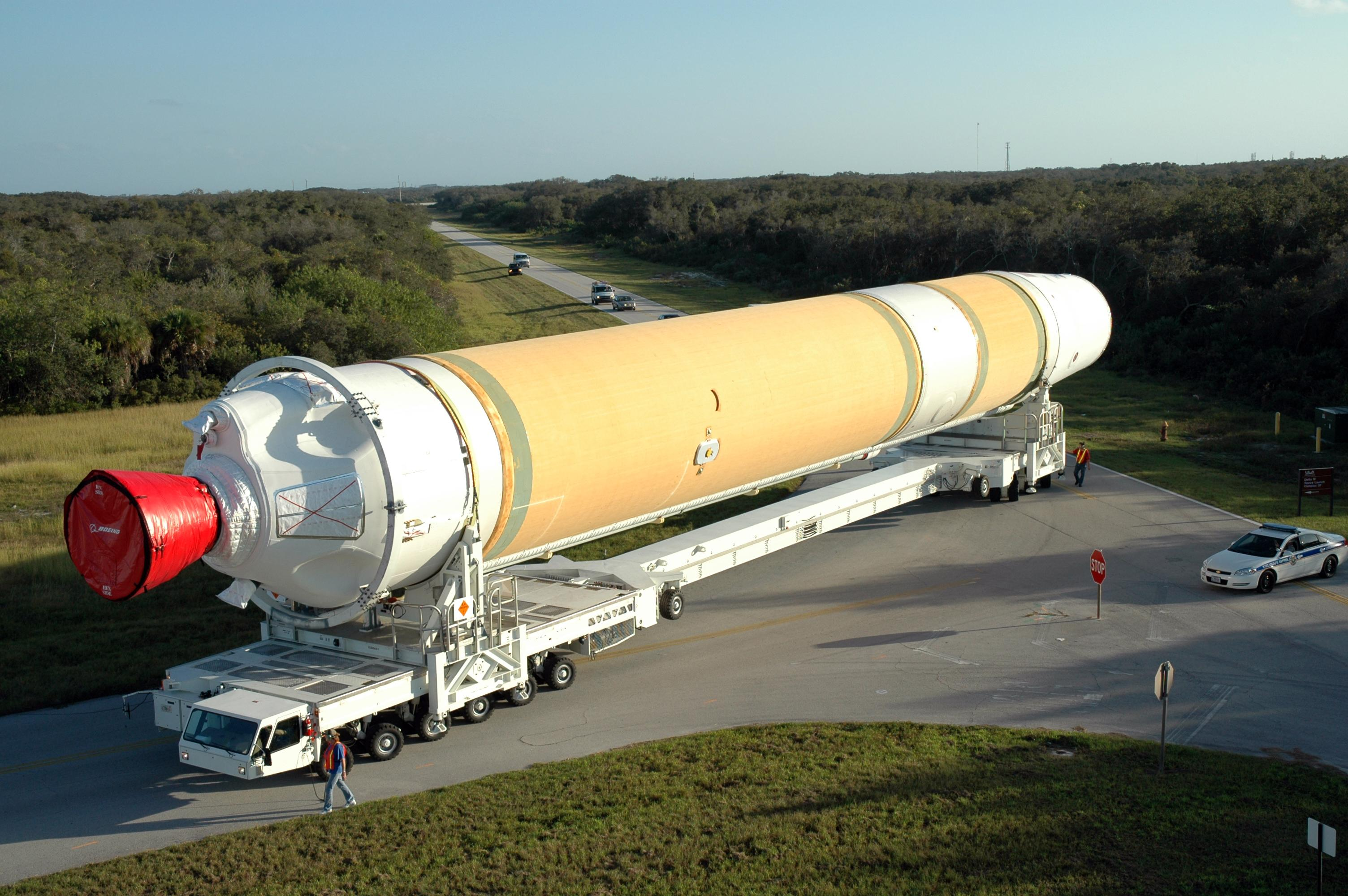
Transporte de um CBC usado como primeiro estágio de um foguete Delta 342, que lançou o GOES 14

O Common Booster Core (CBC), é um estágio de foguete, movido a combustíveis líquidos
criogênicos, no caso, LH2 e LOX, usado no foguete Delta IV, como parte de um
sistema de foguete modular. 
Foguetes Delta IV, a partir da variante Delta IV Medium, usam um CBC, como primeiro estágio, sendo que o Delta IV Heavy, faz uso de três deles,
um como primeiro estágio e mais dois como foguetes auxiliares. 
O Common Booster Core mede 40,8 m de altura e 5,1 m de diâmetro, e usa um único motor RS-68 queimando uma mistura 
de LH2 e LOX.
O primeiro teste estático do CBC, ocorreu em 17 de Março de 2001, e o teste final ocorreu em 6 de Maio do mesmo ano.
O primeiro lançamento usando esse componente, ocorreu em 20 de Novembro de 2002.